# Mammoth Lakes (Kalifornija)
Mammoth Lakes je gradić u američkoj saveznoj državi Kalifornija. Prema popisu stanovništva iz 2010. u njemu je živjelo 8.234 stanovnika.